# Onderlijkstrekker

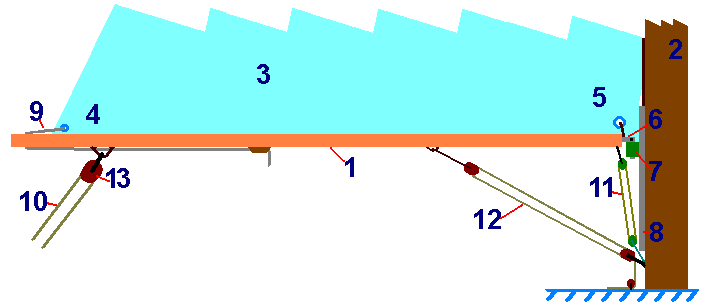
9. Onderlijkstrekker.

De onderlijkstrekker is een term uit de zeilvaart.
De onderlijkstrekker is een lijn waarmee het onderlijk van een zeil gespannen wordt. De onderlijkstrekker zit aan de ene kant vast aan het zeil en aan de andere kant aan de punt van de giek of de boom. Vaak is het zo dat de onderlijkstrekker bij de punt van de giek over een blok loopt om vervolgens ergens op de giek vastgezet te worden.
Voor een tekening met de onderlijkstrekker, zie giek.